# Technosphère
La technosphère est un concept, créé par Peter K.Haff en 2014 considéré comme une suite des travaux de Vladimir Vernadski sur la biosphère et la noosphère. Elle désigne la partie physique de l'environnement affecté par les modifications d'origine anthropique, c'est-à-dire d'origine humaine. La technosphère possède une part active, constituée des objets en usage ou en possibilité de l'être, et d'une part de rejets qui forment une couche de déchets (l'archéosphère) ou sont émis dans l'atmosphère. La masse de la technosphère est estimée à 3 × 1016 kilogrammes (trente tératonnes). En termes de masse, la technosphère associée aux aires urbaines est la plus importante avec 36,9 % du total.